# Руссос, Демис
Де́мис Ру́ссос (греч. Ντέμης Ρούσσος, наст. имя Артемиос Вентурис Руссос, Αρτέμιος Βεντούρης Ρούσσος; 15 июня 1946, Александрия — 25 января 2015, Афины) — греческий певец, издавший за свою продолжительную деятельность около 40 оригинальных альбомов.
Наиболее популярные его песни: From Souvenirs to Souvenirs (1975), Goodbye, My Love, Goodbye (1973), Forever and Ever (1973), My Only Fascination (1974), Lovely Lady of Arcadia (1973), We Shall Dance (1971), My Reason (1972), Someday Somewhere (1973).

## Биография
Родился 15 июня 1946 года в Египте, г. Александрии. Его отец, инженер греческого происхождения Джордж (Йоргос) Руссос, играл на классической гитаре. Во время учёбы в музыкальной школе Демис освоил игру на гитаре, трубе, контрабасе и органе. В середине 1950-х годов семья переехала в Грецию.
В 1963 году Демис Руссос вместе с Вангелисом и Лукасом Сидерасом создали группу «Aphrodite’s Child». В 1968 году, после военного переворота в Греции, группа перебралась в Париж, где добилась успеха благодаря песне «Rain & Tears».
В 1971 году Демис Руссос покинул группу и начал сольную карьеру, и в 1974 году к нему пришёл успех с альбомом «Forever & Ever». Сингл с песней «Happy То Be On An Island In The Sun» поднялся до пятого места в британском хит-параде, однако невысокие позиции песни «Can’t Say How Much I Love You» и альбома «Souvenirs» извещали о спаде популярности. Но настойчивый певец триумфально вернулся на вершину британского «Тор 20» с авторским макси-синглом «The Demis Roussos Phenomenon». В том же году песня «When Forever Has Gone» достигла второго места. Значительно меньше повезло очередному макси-синглу «Kyrila», который едва добрался до сорокового места.
Демис Руссос участвовал в записи саундтреков к фильмам «Огненные колесницы» и «Бегущий по лезвию».
14 июня 1985 года оказался (вместе с будущей женой Памелой) в плену у террористов. В этот день Boeing-727, выполнявший рейс 847 американской компании Trans World Airlines из Афин в Рим, был захвачен двумя террористами Хезболлы, которые приказали лететь на Ближний Восток. Они также требовали освобождения 700 ливанских заключенных из израильских тюрем. Певец был одним из восьми греческих пассажиров, которых выпустили в обмен на то, что греческие власти отпускают третьего сообщника террористов, задержанного ещё в аэропорту Афин. Руссос очень не любил вспоминать об этих событиях, ведь в заложниках пришлось пробыть несколько дней. Однако певец был весьма популярен и в арабских странах, а потому террористы отнеслись к нему доброжелательно: содержали более-менее прилично и даже попросили автограф, однако в течение нескольких дней требовали петь для них. Популярности певца в арабских странах не мешало то, что он неоднократно посещал Израиль и с гастролями, и с целью участия в культурных мероприятиях, охотно давал интервью израильской прессе и даже записал одну из самых популярных израильских песен «Золотой Иерусалим».
В ноябре 1986 года приезжал на гастроли в СССР, а также принял участие в одном из первых прямых эфиров телеигры «Что? Где? Когда?» (играла команда Валентины Голубевой). Переговоры о гастролях велись с Госконцертом ещё в 1978 году, но тогда не увенчались успехом. Впрочем, тогда же удалось достичь договорённости о лицензионном соглашении с компанией Philips: в результате в 1979 году всесоюзная фирма грампластинок «Мелодия» выпустила две пластинки «Большой успех».

## Смерть
Скончался 25 января 2015 года от рака поджелудочной железы в афинской больнице «Гигиея»; известие об этом семья отложила до 26 января. Похороны Руссоса состоялись 30 января на Первом кладбище Афин — на месте погребения многих греческих политиков и деятелей культуры.

## Личная жизнь
Демис Руссос имел двух детей — дочь Эмилию, которая живёт в Париже, и сына Сирила, который живёт в Греции, работает диджеем, пропагандирует творчествo своего отца. Женат был четыре раза. Последняя жена — Мари (француженка из Парижа).
У него был дом во Франции (в Нёйи-сюр-Сен), однако большую часть года жил в Греции.

## Дискография

### В составеAphrodite’s Child
- 1968 — End of the World
- 1969 — It’s Five O’Clock
- 1972 — 666
- 2002 — Demis Roussos & Aphrodite's Child: Greatest Hits, компиляция
- 2016 — Aphrodite's Child & Demis Roussos: 4 Albums Originaux (4 CD), компиляция

### Сольные альбомы
- 1971 — Fire And Ice
- 1971 — On the Greek Side Of Mind
- 1973 — Forever and Ever
- 1974 — My Only Fascination
- 1974 — Auf Wiederseh’n (на немецком языке)
- 1975 — Souvenirs
- 1976 — Happy to Be on an Island in the Sun
- 1976 — Die Nacht und der Wein (на немецком)
- 1977 — Kyrila — Insel der Träume (на немецком)
- 1977 — The Demis Roussos Magic
- 1977 — Ainsi soit-il (на французском)
- 1977 — Los super 2 LP
- 1978 — Demis Roussos
- 1979 — Universum
- 1980 — Man of the World
- 1980 — Roussos Live!
- 1982 — Demis
- 1982 — Attitudes
- 1984 — Reflection
- 1984 — Ballads
- 1985 — Senza tempo
- 1986 — Greater Love
- 1987 — The Story of…
- 1987 — Come All Ye Faithful
- 1988 — Le Grec (на французском)
- 1988 — Time
- 1988 — The Golden Voice of Demis Roussos
- 1989 — Voice and Vision
- 1989 — My Friend the Wind
- 1993 — Insight
- 1994 — Adagio
- 1995 — Demis Roussos in Holland
- 1995 — Oro
- 1995 — Gold
- 1995 — Immortel
- 1996 — Too Many Dreams
- 1996 — Best of Demis Roussos
- 1996 — Serenade
- 1997 — Colection Mi Historia
- 1997 — Mon île (на французском)
- 2000 — Auf meinen Wegen (на немецком)
- 2006 — Live in Brazil
- 2009 — Demis

### Компиляции
- 1974 — Golden hits
- 1980 — Forever and Ever
- 1982 — The very best of Demis Roussos
- 1983 — Greatest hits (1971—1980)
- 1985 — His Greatest Hits
- 1986 — Greatest hits
- 1991 — Greatest hits
- 1998 — Forever and Ever. 40 Greatest hits (2 CD)
- 1999 — Millennium Edition
- 2001 — The very best of Demis Roussos
- 2003 — The singles+ (2 CD)
- 2003 — Greaest hits (2 CD)
- 2004 — Demis Roussos
- 2004 — Hits Uit 40 Jaar Top 40 (DVD, CD)
- 2005 — The very best of Demis Roussos
- 2010 — Greaest hits (2 CD)
- 2010 — Simply Demis Roussos (2 CD)
- 2013 — The best of Demis Roussos: Forever & Ever
- 2013 — Greaest hits
- 2015 — The Phenomenon. The Greatest hits
- 2015 — Ainsi Soit-il
- 2015 — Greatest hits
- 2015 — Universum/ Die Nacht und der Wein
- 2015 — Demis Roussos Collected (3 CD)
- 2015 — Live (2 CD)
- 2016 — Demis Roussos complete 28 original albums + DVD (28 CD)

### Синглы
- 1975 — From Souvenirs to Souvenirs (также в составе альбома Souvenirs) + Sing an Ode to Love[15].

### Выпуски в СССР
- 1974 — Демис Руссос (SP, «Мелодия», Г62-04085-6)[16]
- 1979 — Демис Руссос (Греция). ВИА «Гая» (EP, «Мелодия», Г62-07329-30)[17]
- 1979 — Большой успех Демиса Руссоса. Пластинка 1-я (LP, «Мелодия», С60-12047-48)[18] и 2-я (С60-12049-50)[19]
- 1979 — Демис Руссос (MC, «Мелодия», СМ00806)[20]